# Старое Закружье
Старое Закружье (бел. Старое Закружжа) — деревня в Неглюбском сельсовете Ветковского района Гомельской области Белоруссии.
В результате катастрофы на Чернобыльской АЭС и радиационного загрязнения жители (209 семей) переселены в 1992 году в чистые места.

## География

### Расположение
В 24 км на северо-восток от Ветки, 46 км от Гомеля, 32 км от железнодорожной станции Добруш (на линии Гомель — Вышков).

### Гидрография
На востоке мелиоративный канал.

## Транспортная сеть
Автодорога, которая связывает деревню с Веткой.
Планировка состоит из прямолинейной улицы, ориентированной с юго-востока на северо-запад и пересекаемая двумя короткими улицами. Параллельно главной, на востоке, короткая улица. Застройка двусторонняя, деревянная, усадебного типа

## История
По письменным источникам известна с 1738 года как Слобода Закружжа Гомельского староства в Речицком повете, с начала XIX века как село Закружье в Вылевской волости Белицкого, с 1852 года Гомельского уездов Могилёвской губернии. Во 2-й половине XIX века были село Старое Закружье и деревня Новое Закружье (сейчас деревня Морозовка в Добрушском районе), в которых действовали хлебозапасные магазины. Согласно переписи 1897 года располагались: церковь (с 1871 года), церковно-приходская школа, винная лавка, трактир. В 1908 году сгорело 86 дворов. В 1909 году 2236 десятин земли.
В 1918 году во время немецкой оккупации в деревне действовал партизанский отряд. В 1920-х годах создан совхоз «Закружье». С 8 декабря 1926 года по 1993 год центр Старозакружского сельсовета Ветковского, с 17 декабря 1956 года Добрушского, с 6 января 1965 года Ветковского районов Гомельского округа (до 26 июля 1930 года), с 20 февраля 1938 года Гомельской области. В 1930 году создан колхоз «Красный партизан», работали столярная мастерская, 2 ветряные мельницы, ремонтные мастерские, с 1933 года — МТС, с 1938 года — хлебопекарня. Во время Великой Отечественной войны оккупанты сожгли 200 дворов. На фронтах погибли 244 жителя. В 1959 году была центром колхоза «40 лет Октября».
Размещались лесничество, начальная школа, клуб, библиотека, фельдшерско-акушерский пункт, отделение связи, магазин, дом инвалидов.

## Население

### Численность
- 2010 год — жителей нет.

### Динамика
- 1897 год — 255 дворов, 1677 жителей (согласно переписи).
- 1909 год — 274 двора, 1852 жителя.
- 1959 год — 944 жителя (согласно переписи).
- 1992 год — жители (209 семей) переселены.

## Известные лица
- . Кулагин, Андрей Михайлович — Герой Советского Союза. Его имя носит улица в Могилёве, а ранее — средняя школа и улица в деревне.